# HD67950
HD67950 — хімічно пекулярна зоря спектрального класу
F0 й має видиму зоряну величину в смузі V приблизно 10,0.

## Пекулярний хімічний склад
Зоряна атмосфера HD67950 має підвищений вміст 
Eu
.